# Evert Pieters

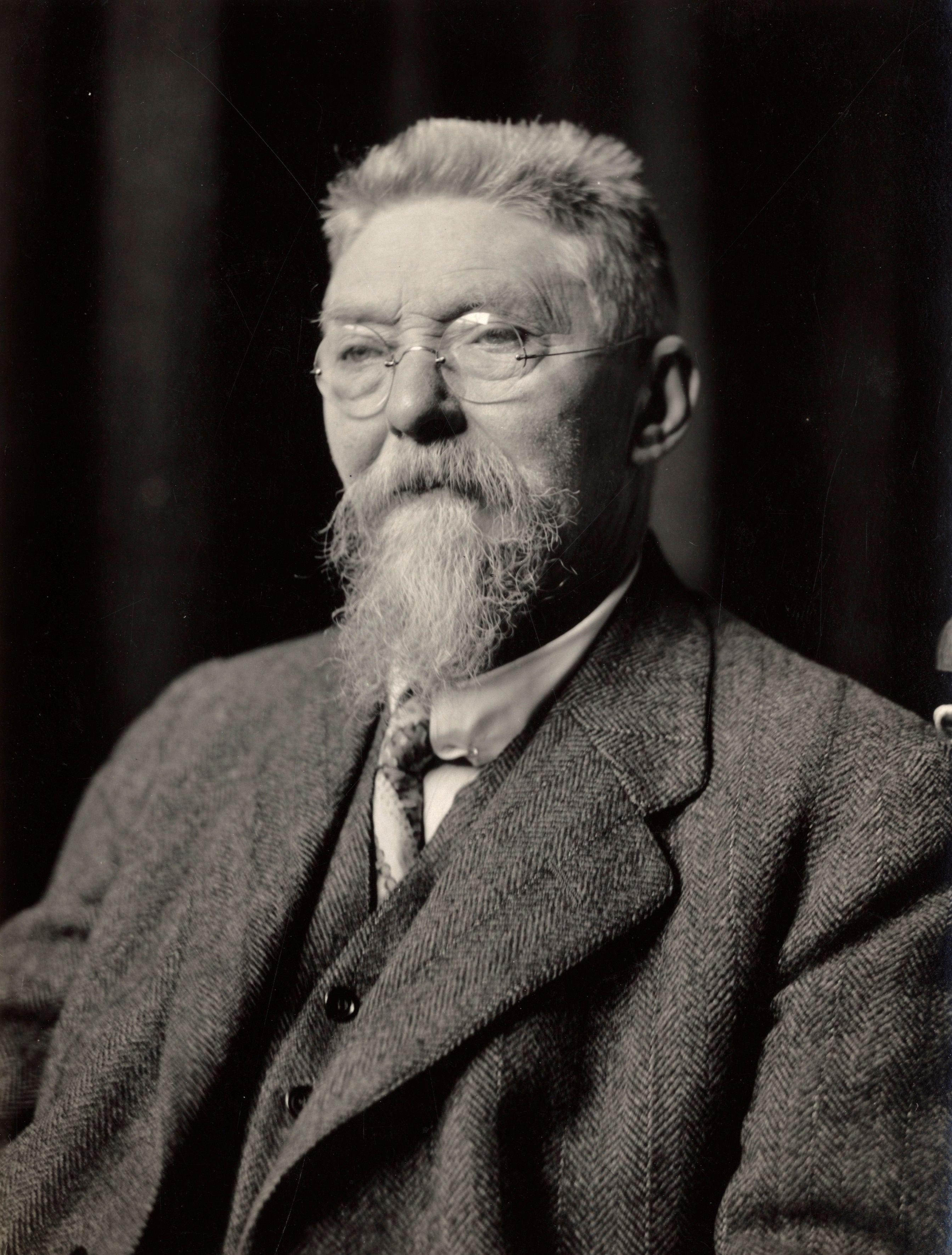
Evert Pieters, 1926

Evert Pieters (* 11. Dezember 1856 in Amsterdam; † 17. Februar 1932 in Laren (Noord-Holland)) war ein niederländischer Maler, Radierer und Zeichner der Larener Schule.

## Leben
Er studierte an der Koninklijke Academie voor Schone Kunsten van Antwerpen bei Charles Verlat, später bei Théodore Verstraete.
Er lebte und arbeitete in Amsterdam bis 1874, Den Haag 1874–1876, Amsterdam 1876–1879, Antwerpen 1879 bis nach 1880, Belgien (Flandern), Volendam, Haarlem bis 1895, Paris 1896–1897, Blaricum bis 1905, Katwijk bis 1908, Blaricum bis 1917, dann in der Künstlerkolonie Laren (Noord-Holland). 
1883 war Pieters erstmals mit dem Gemälde „Ruhezeit der Holzfäller“ erfolgreich, das er an der niederländischen Sektion der Internationalen Kolonial- und Exporthandelsausstellung in Amsterdam ausstellte. Er arbeitete noch einige Zeit in Belgien und wurde 1894 auf der zweiten Weltausstellung „Oud Antwerpen“ in Antwerpen mit dem Gemälde „Weizenfeld in Flandern“ mit der Medaille zweiter Klasse ausgezeichnet. Für dasselbe Gemälde erhielt er 1896 im Pariser Salon eine Goldmedaille. 
Er heiratete Marie van de Bossche, mit der er einige Zeit in Paris und Barbizon verbrachte. In seiner frühen Zeit malte er hauptsächlich Stillleben und Landschaften in einem Stil, der mit den alten niederländischen Meistern verwandt war. Der Verkauf dieser Werke verlief gut und dies brachte ihm regelmäßig Bestellungen ein.
1895 zog sich Pieters in die Niederlande zurück und ließ sich 1897 in Blaricum nieder. 
Kurz nach der Jahrhundertwende verbrachte Pieters einige Zeit in Italien, um sich von einer Operation zu erholen. 
1905 zog er nach Katwijk aan Zee, wo er eine große Anzahl von Strandansichten anfertigte. 1910 besuchte er die Vereinigten Staaten. Kurze Zeit später ließ er sich in der Künstlerkolonie Laren nieder und lebte dort bis zu seinem Tod im Jahr 1932. 
Pieters war Mitglied des „Pulchri Studio“ in Den Haag und von „Arti et Amicitiae“ in Amsterdam. 
Zu seinen Schülern gehörten Bernardus Antonie van Beek, Carel Lodewijk Dake Jr., Johanna Cornelia van Deventer und Loe Reelfs.  

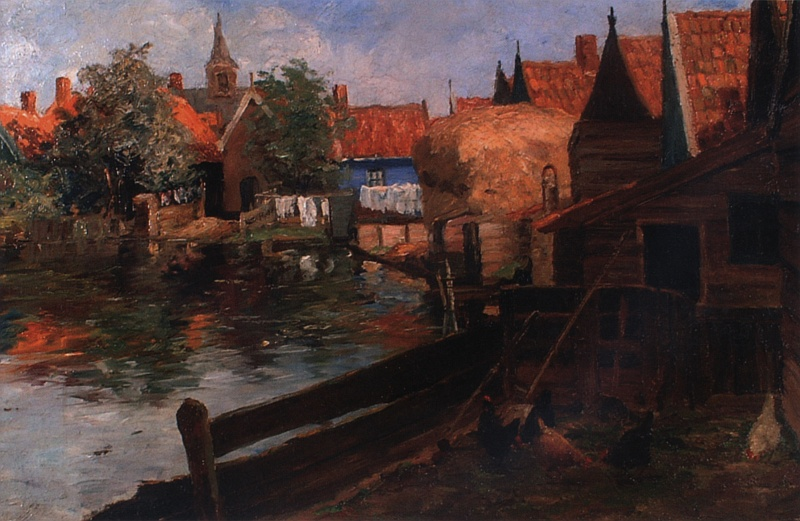
Volendam, gezicht op het Brijkje, etwa 1900
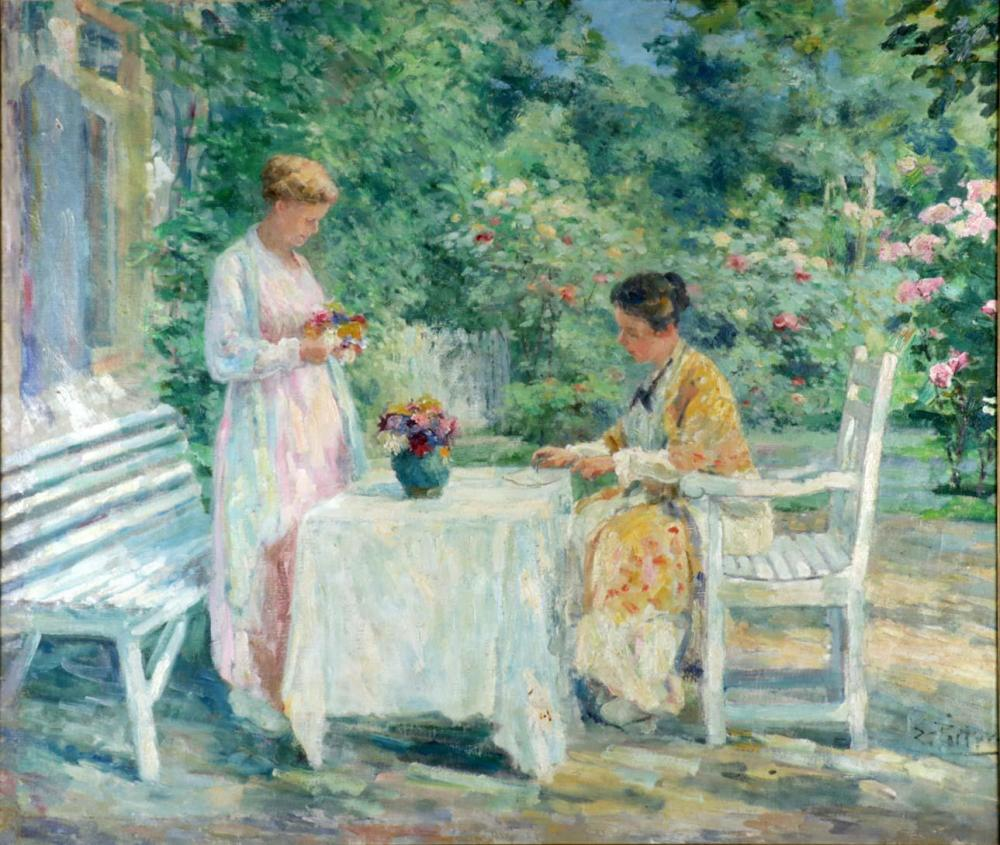
Im Garten, etwa 1920
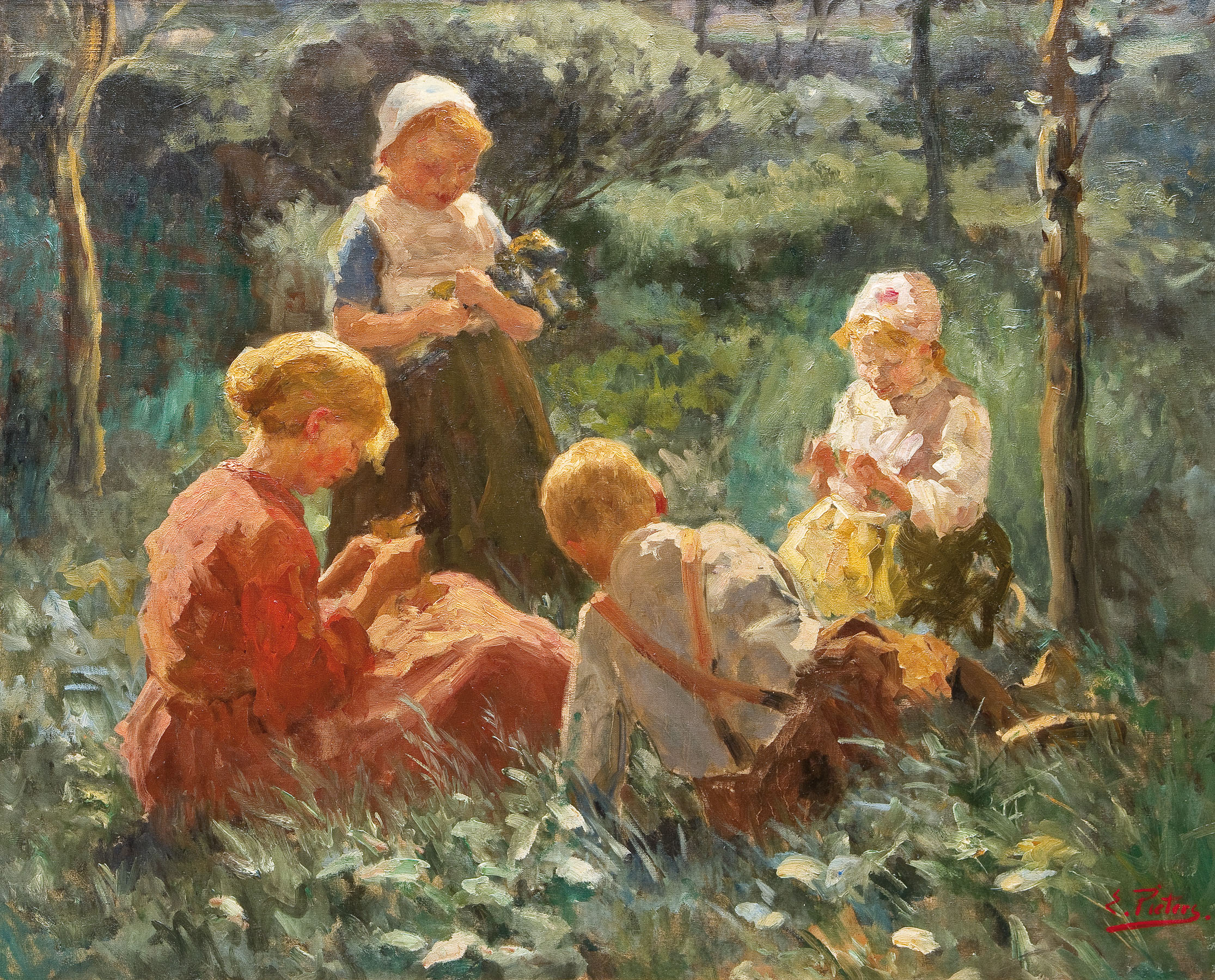
Spielende Kinder im Grünen, etwa 1910
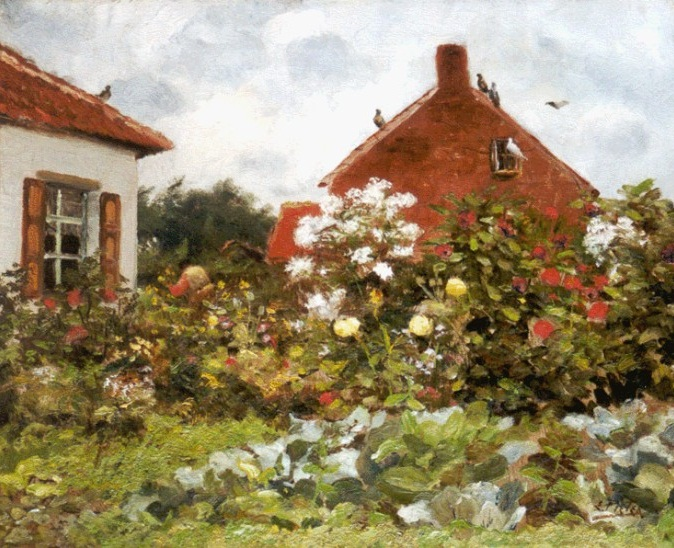
In de tuin, etwa 1900
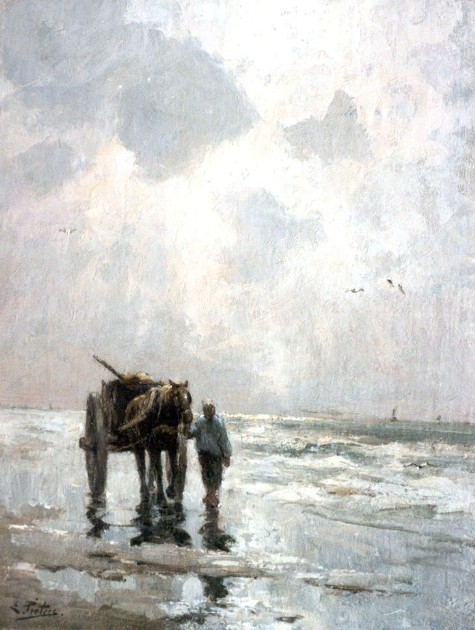
Schelpenvisser op het strand, etwa 1900